# Das ist Pony!
Das ist Pony! (Originaltitel: It’s Pony) ist eine britisch-amerikanische Zeichentrickserie, die von Ant Blades entwickelt wurde. Sie wird von Blue-Zoo Animation mit einem Storyboard versehen, entworfen und animiert und ab dem 18. Januar 2020 auf Nickelodeon in den USA zum ersten Mal ausgestrahlt. Am 9. Juli 2020 wurde die Serie um eine zweite Staffel mit 20 Folgen verlängert.

## Handlung
Das ist Pony handelt von den Abenteuern von Annie und Pony. Ponys Optimismus und seine Begeisterung bringen die beiden des Öfteren in unerwartete und unerwünschte Situationen.

## Charaktere

### Hauptcharaktere
- Annie
- Pony (gesprochen von Flemming Stein)
- Dad
- Mom

### Nebencharaktere
- Gerry (gesprochen von Daniel Kirchberger)
- Fred
- Brian
- Ms. Ramiro
- Mr. Pancks
- Beatrice
- Henrietta (gesprochen von Katharina von Keller)
- Heston
- Carl
- Clara
- Leanne

## Produktion und Veröffentlichung
Eine erste Version der Serie entwickelte Ant Blade 2015 als Kurzfilm (Titel: „Pony“) im Rahmen des Nickelodeon Animated Shorts Programs. Am 6. März 2018 wurde bekannt gegeben, dass Nickelodeon eine Staffel mit 20 Folgen bestellt habe.
Am 9. Juli 2020 wurde die Serie um eine zweite Staffel mit 20 Folgen verlängert, die ab Anfang 2021 in den USA ausgestrahlt werden soll.

## Episodenliste

### Übersicht
| Staffel | Episodenanzahl | Erstausstrahlung USA | Erstausstrahlung USA | Deutschsprachige Erstausstrahlung | Deutschsprachige Erstausstrahlung |
| Staffel | Episodenanzahl | Staffelpremiere      | Staffelfinale        | Staffelpremiere                   | Staffelfinale                     |
| ------- | -------------- | -------------------- | -------------------- | --------------------------------- | --------------------------------- |
| 1       | 20 (39)        | 18. Januar 2020      | 20. Januar 2022      | 4. Mai 2020                       | 23. Juli 2021                     |
| 2       | 20 (39)        | 29. Oktober 2021     | 26. Mai 2022         | 20. Dezember 2021                 | 5. August 2022                    |
| Shorts  | 6              | 28. Mai 2021         | 17. März 2022        | 28. Dezember 2021                 | 31. Dezember 2021                 |

1. ↑  Die erste Zahl steht für die Anzahl der Episoden nach dem Produktionscode und die zweite Zahl für die Anzahl der verschiedenen Geschichten

### Staffel 1
| Nummer (Episode) | Nummer (Geschichte) | Deutscher Titel              | Originaltitel      | Erstausstrahlung (USA) | Erstausstrahlung (Deutschland) |
| 1                | 1                   | Pflanzen!                    | Plants!            | 25. Januar 2020        | 4. Mai 2020                    |
| 1                | 2                   | Hestons Jacke                | Heston’s Coat      | 1. Februar 2020        | 4. Mai 2020                    |
| 2                | 3                   | Neugieres Pony               | Nosy Pony          | 18. Januar 2020        | 5. Mai 2020                    |
| 2                | 4                   | Beatrice                     | Beatrice           | 18. Januar 2020        | 6. Mai 2020                    |
| 3                | 5                   | Gamer-Pferd                  | Game Horse         | 1. Februar 2020        | 7. Mai 2020                    |
| 3                | 6                   | Einhorn                      | Unicorn            | 25. Januar 2020        | 8. Mai 2020                    |
| 4                | 7                   | Horace                       | Horace             | 8. Februar 2020        | 11. Mai 2020                   |
| 4                | 8                   | Der Stiefel                  | The Boot           | 8. Februar 2020        | 12. Mai 2020                   |
| 5                | 9                   | Ablenkung                    | Distractions       | 15. Februar 2020       | 13. Mai 2020                   |
| 5                | 10                  | Der Wundersessel             | The Giving Chair   | 15. Februar 2020       | 14. Mai 2020                   |
| 6                | 11                  | Der Haarschnitt              | Haircut            | 22. Februar 2020       | 15. Mai 2020                   |
| 6                | 12                  | Gerrys Geburtstag            | Gerry’s Birthday   | 22. Februar 2020       | 18. Mai 2020                   |
| 7                | 13                  | Haustier Pony                | Pet Pony           | 29. Februar 2020       | 19. Mai 2020                   |
| 7                | 14                  | Hundstag                     | Dog Day            | 29. Februar 2020       | 20. Mai 2020                   |
| 8                | 15                  | Nützlich                     | Useful             | 7. März 2020           | 21. Mai 2020                   |
| 8                | 16                  | Stampfi!                     | Stompy!            | 7. März 2020           | 25. Mai 2020                   |
| 9                | 17                  | Lieferpony                   | Delivery Pony      | 14. März 2020          | 26. Mai 2020                   |
| 9                | 18                  | Zauberhafte Annie            | Magic Annie        | 14. März 2020          | 27. Mai 2020                   |
| 10               | 19                  | Böses Hühnchen               | Bad Chicken        | 1. Juni 2020           | 24. November 2020              |
| 10               | 20                  | Gerrys Museumsführung        | Gerry’s Tour       | 2. Juni 2020           | 24. November 2020              |
| 11               | 21                  | Der Parkschein               | 10 Minute Ticket   | 3. Juni 2020           | 25. November 2020              |
| 11               | 22                  | Clara hat keine Zeit         | Clara Time         | 4. Juni 2020           | 25. November 2020              |
| 12               | 23                  | Vogelscheuche                | Scarecrow          | 23. Oktober 2020       | 30. Oktober 2020               |
| 12               | 24                  | Ponyäpfel                    | Poneapples         | 23. Oktober 2020       | 30. Oktober 2020               |
| 13               | 25                  | Lautes Pferd                 | Loud Horse         | 24. August 2020        | 23. Juni 2021                  |
| 13               | 26                  | Annie ist krank              | Sick Annie         | 25. August 2020        | 23. Juni 2021                  |
| 14               | 27                  | Der Schulball                | School Dance       | 26. August 2020        | 26. November 2020              |
| 14               | 28                  | Dads Vortrag                 | Dad’s Speech       | 27. August 2020        | 26. November 2020              |
| 15               | 29                  | Annie-biläum                 | Annie-versary      | 14. November 2020      | 1. Dezember 2020               |
| 15               | 30                  | Klassenhaustier              | Teacher’s Pet      | 14. November 2020      | 1. Dezember 2020               |
| 16               | 31                  | Weihnachten bei den Bramleys | Bramley Holiday    | 5. Dezember 2020       | 7. Dezember 2020               |
| 17               | 32                  | Das Müllrennen               | Trash Dash         | 21. November 2020      | 8. Dezember 2020               |
| 17               | 33                  | Rettet den Tuc-tuc           | Save the Took Took | 21. November 2020      | 8. Dezember 2020               |
| 18               | 34                  | Das Portemonnaie             | The Wallet         | 17. Januar 2022        | 22. Juli 2021                  |
| 18               | 35                  | Ausgesperrt                  | Locked Out         | 17. Januar 2022        | 22. Juli 2021                  |
| 19               | 36                  | Jasagerin Annie              | Always Yes Annie   | 20. Januar 2022        | 23. Juli 2021                  |
| 19               | 37                  | Übernachtungsparty           | Sleepover          | 20. Januar 2022        | 23. Juli 2021                  |
| 20               | 38                  | Fan Pony                     | Fan Pony           | 7. November 2020       | 27. November 2020              |
| 20               | 39                  | Mom-Cop                      | Cop Mom            | 7. November 2020       | 27. November 2020              |

### Staffel 2
| Nummer (Episode) | Nummer (Geschichte) | Deutscher Titel                    | Originaltitel                 | Erstausstrahlung (USA) | Erstausstrahlung (Deutschland) |
| 21               | 1                   | Hühner auf der Flucht              | Flight of the Chickens        | 27. Januar 2022        | 20. Dezember 2021              |
| 21               | 2                   | Henriettas Prophezeiung            | Henrietta the Psychic         | 27. Januar 2022        | 20. Dezember 2021              |
| 22               | 3                   | Und täglich grüßt das Schweinetier | Pighog Day                    | 10. Februar 2022       | 21. Dezember 2021              |
| 22               | 4                   | Zweitbester Freund                 | Second Best Friend            | 10. Februar 2022       | 21. Dezember 2021              |
| 23               | 5                   | Annie gegen Pony                   | Annie VS. Pony                | 3. Februar 2022        | 22. Dezember 2021              |
| 23               | 6                   | Schnappt Saphir                    | Get Sapphire                  | 3. Februar 2022        | 22. Dezember 2021              |
| 24               | 7                   | Das Pony-Auto                      | Pony Car                      | 17. Februar 2022       | 23. Dezember 2021              |
| 24               | 8                   | Die Hochzeitsplaner                | Wedding Planners              | 17. Februar 2022       | 23. Dezember 2021              |
| 25               | 9                   | Katzengasse                        | Cat Alley                     | 24. Februar 2022       | 24. Dezember 2021              |
| 25               | 10                  | Rettet Pferd                       | Saving Horse                  | 24. Februar 2022       | 24. Dezember 2021              |
| 26               | 11                  | Die Badeinsel                      | Beachy Weachy Weach           | 26. Mai 2022           | 27. Dezember 2021              |
| 26               | 12                  | Die Biene im Glas                  | Bee in a Jar                  | 26. Mai 2022           | 27. Dezember 2021              |
| 27               | 13                  | Die Comic-Verschwörung             | Comic Connival                | 3. März 2022           | 28. Dezember 2021              |
| 27               | 14                  | Das Pferd auf dem heißen Blechdach | Horse on a Hot Tin Roof       | 3. März 2022           | 28. Dezember 2021              |
| 28               | 15                  | Das Lied vom Erdreich              | Song of the Soil              | 10. März 2022          | 29. Dezember 2021              |
| 28               | 16                  | Mit Köpfchen                       | Street Smart                  | 10. März 2022          | 29. Dezember 2021              |
| 29               | 17                  | Die Jäger des verlorenen Kinos     | Raiders of the Lost Cinema    | 29. Oktober 2021       | 30. Dezember 2021              |
| 30               | 18                  | Ponopoly                           | Ponopoly                      | 17. März 2022          | 31. Dezember 2021              |
| 30               | 19                  | Präsidentin Annie                  | President Annie               | 17. März 2022          | 31. Dezember 2021              |
| 31               | 20                  | Annies Stimme                      | Annie’s Voice                 | 9. Dezember 2021       | 19. Mai 2022                   |
| 31               | 21                  | Alles wie immer                    | Business as Usual             | 9. Dezember 2021       | 19. Mai 2022                   |
| 32               | 22                  | Der Fluch der Kuh                  | Cow Power                     | 24. März 2022          | 20. Mai 2022                   |
| 32               | 23                  | Programmierer Pony                 | I.T. Pony                     | 24. März 2022          | 20. Mai 2022                   |
| 33               | 24                  | Familien-Spiel ohne Grenzen        | Family Free for All           | 31. März 2022          | 16. Mai 2022                   |
| 33               | 25                  | Glückspony                         | Lucky Pony                    | 31. März 2022          | 16. Mai 2022                   |
| 34               | 26                  | Stadtleben                         | City Pony                     | 7. April 2022          | 18. Mai 2022                   |
| 34               | 27                  | Landleben                          | Country Pony                  | 7. April 2022          | 17. Mai 2022                   |
| 35               | 28                  | Ab in die Lake                     | Hot Tub Brine Machine         | 14. April 2022         | 25. Juli 2022                  |
| 35               | 29                  | Ponys Geheimnis                    | The Secret Life of Pony       | 14. April 2022         | 25. Juli 2022                  |
| 36               | 30                  | Ein Pony voller Ratschläge         | Never Take Advice from a Pony | 12. Mai 2022           | 26. Juli 2022                  |
| 36               | 31                  | Die Schlacht auf dem Mond          | Moon Face-Off                 | 12. Mai 2022           | 26. Juli 2022                  |
| 37               | 32                  | Gerrys Gedicht                     | Space Shippers                | 21. April 2022         | 27. Juli 2022                  |
| 37               | 33                  | Die Lakey-Verschwörung             | The Lakey Loos                | 21. April 2022         | 28. Juli 2022                  |
| 38               | 34                  | Ausgebowlt                         | Bowled Over                   | 28. April 2022         | 1. August 2022                 |
| 38               | 35                  | Zug ins Verderben                  | Disaster Express              | 28. April 2022         | 29. Juli 2022                  |
| 39               | 36                  | Pony allmächtig                    | Pony Almighty                 | 5. Mai 2022            | 2. August 2022                 |
| 39               | 37                  | Influencerin Annie                 | Annie the Influencer          | 5. Mai 2022            | 3. August 2022                 |
| 40               | 38                  | Heimweh                            | Pony, Come Home               | 19. Mai 2022           | 4. August 2022                 |
| 40               | 39                  | Spezialsoße                        | Special Sauce                 | 19. Mai 2022           | 5. August 2022                 |

### Shorts
| Nummer (Episode) | Deutscher Titel   | Originaltitel   | Erstausstrahlung (USA) | Erstausstrahlung (Deutschland) |
| 1                | Coffee to go      | Coffee Run      | 28. Mai 2021           | 28. Dezember 2021              |
| 2                | Hausaufgabenhilfe | Paper Chase     | 28. Mai 2021           | 28. Dezember 2021              |
| 3                | Der Platzhalter   | Hold My Spot    | 4. Juni 2021           | 29. Dezember 2021              |
| 4                | Pony-Chat         | Screen Time     | 4. Juni 2021           | 29. Dezember 2021              |
| 5                | Der Snackautomat  | Vending Machine | 17. März 2022          | 30. Dezember 2021              |
| 6                | In Ponys Bauch    | Inside Pony     | 17. März 2022          | 31. Dezember 2021              |

Anmerkungen
1. ↑  Der Alternativtitel dieser Episode lautet „Ablenkungen“.
2. ↑  Der Alternativtitel dieser Episode lautet „Der magische Sessel“.
3. ↑  Der Alternativtitel dieser Episode lautet „Haarschnitt“.
4. ↑  Der Alternativtitel dieser Episode lautet „Befolge nie den Rat eines Ponys“.
5. ↑  Der Alternativtitel dieser Episode lautet „In den Schuhen des anderen“.
6. ↑  Der Alternativtitel dieser Episode lautet „Verkuppel-Freunde“.
7. ↑  Der Alternativtitel dieser Episode lautet „Loch Ness Pony“.
8. ↑  Der Alternativtitel dieser Episode lautet „Einfach umwerfend“.
9. ↑  Die Alternativtitel dieser Episode lauten „Katastrophen-Express“ und „Der Zug ins Verderben“.
10. ↑  Der Alternativtitel dieser Episode lautet „Allmächtiges Pony“.
11. ↑  Der Alternativtitel dieser Episode lautet „Annie, die Influencerin“.
12. ↑  Der Alternativtitel dieser Episode lautet „Pony, komm heim!“.
13. ↑  Der Alternativtitel dieser Episode lautet „Das Besondere Etwas“.
14. ↑  Der Alternativtitel dieses Shorts lautet „Kaffeepause“.
15. ↑  Der Alternativtitel dieses Shorts lautet „Schnitzeljagd“.
16. ↑  Der Alternativtitel dieses Shorts lautet „Halt mir den Platz frei“.
17. ↑  Der Alternativtitel dieses Shorts lautet „Vor dem Bildschirm“.
18. ↑  Der Alternativtitel dieses Shorts lautet „Snackautomat“.
19. ↑  Der Alternativtitel dieses Shorts lautet „Pony von innen“.